# Lemberg (Moselle)
Pour les articles homonymes, voir Lemberg.
Lemberg [lɛmbɛʁɡ] est une commune française du département de la Moselle en région Grand Est.
Village rural de Lorraine, du pays de Bitche et du bassin de vie de la Moselle-est, Lemberg est situé à 54,3 km au nord-ouest de Strasbourg, dans le terroir du parc naturel régional des Vosges du Nord. Au niveau intercommunal, la municipalité est intégrée dans la communauté de communes du Pays de Bitche qui regroupe 46 localités autour de Bitche. En 2022, la population légale est de 1 427 habitants, appelés Lembergeois et Lembergeoises, avec une prononciation à la française.
Mentionnée en 1302, la localité fait partie de la mairie de Bining du comté de Deux-Ponts-Bitche jusqu'en 1606, date à laquelle elle devient lorraine tout comme le reste du comté de Bitche. Elle devient ensuite française en 1766 sous Louis XV par le rattachement du duché de Lorraine au royaume de France. Sous la Première République, Lemberg est même érigé en chef-lieu d'un canton du district de Bitche. Comme le reste de l'Alsace-Moselle, le village devient allemand durant la période du Reichsland (1871-1918) puis lors de l'occupation nazie (1940-1945).

## Géographie

### Localisation
Située à l’est du département de la Moselle, la commune de Lemberg appartient au Pays de Bitche, au canton de Bitche et à l’arrondissement de Sarreguemines.
À vol d'oiseau, Lemberg se situe à 54 km au nord-ouest de Strasbourg, chef-lieu de région, à 88 km à l'est de Metz, chef-lieu de département, à 25 km au sud-est de Sarreguemines, chef-lieu d'arrondissement et à 7 km au sud-ouest de Bitche, chef-lieu du canton et de la communauté de communes du Pays de Bitche.

### Communes limitrophes
| Lambach, Glasenberg               | Reyersviller,Schwangerbach | Bitche      |
| Enchenberg                        | Lemberg                    |             |
| Montbronn, Saint-Louis-lès-Bitche | Gœtzenbruck                | Mouterhouse |

### Présentation du ban communal

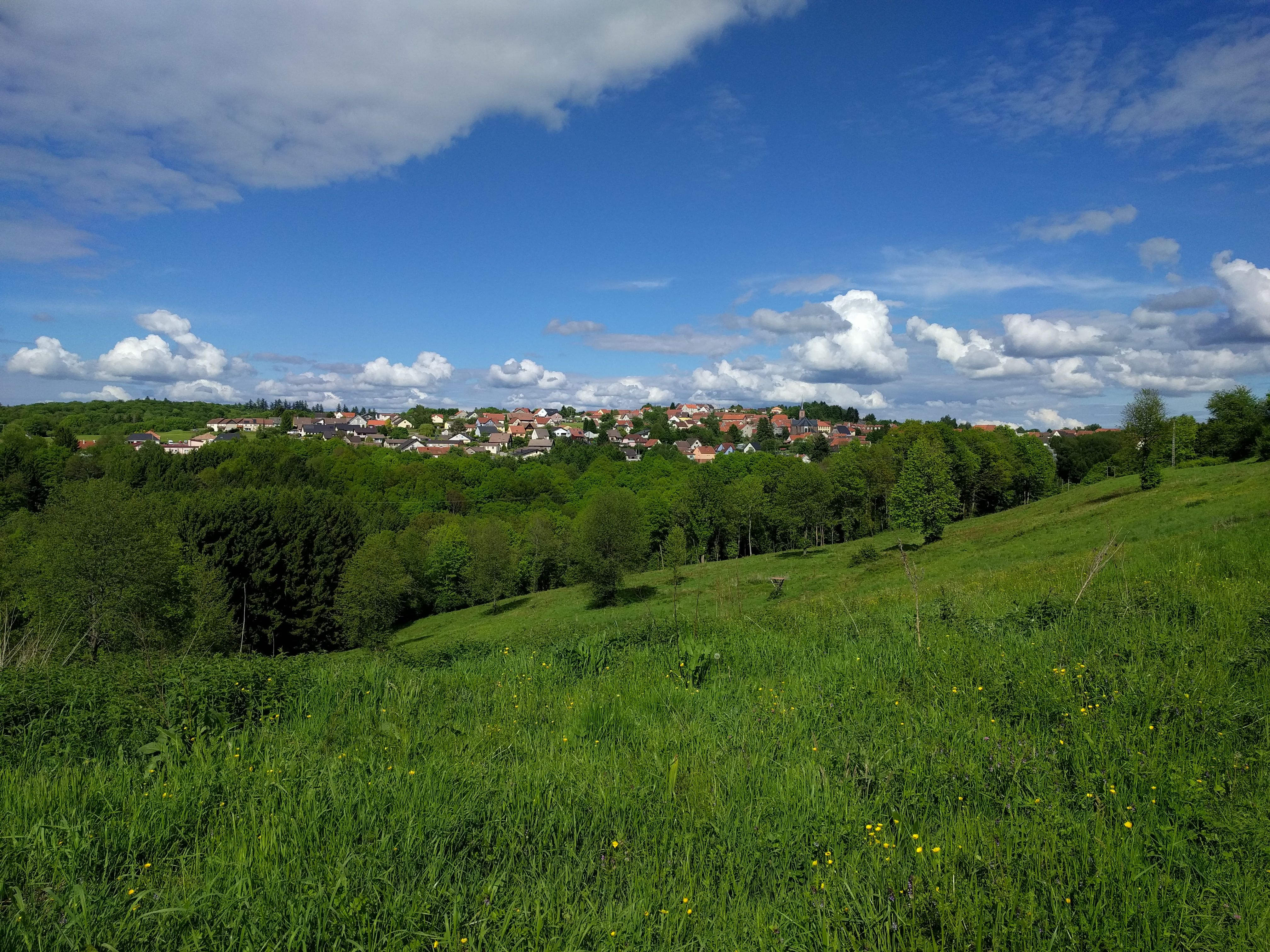
Panorama de Lemberg

Le village se situe sur la frange occidentale du pays couvert, en plein cœur des Vosges du Nord. C'est donc le grès des Vosges qui constitue pour l'essentiel le sol communal, qui subit un climat continental. L'altitude du village, qui s'est développé sur le plateau, fait de sa gare la plus haute de Moselle avec plus de 400 mètres de hauteur.
Une ville du même nom se trouve à environ 40 km en Allemagne, à égale distance de la frontière.

### Géologie et relief
La commune se compose de 104,16 hectares de territoires artificialisés (9,51 %), 123,99 hectares de territoires agricoles (11,32 %) et 866,42 hectares de forêts et milieux semi-naturels (79,13 %).
Espaces naturels :
- Cinq espaces protégés hors Natura 2000 :

Parois Rocheuses des Voies Ferrées De Bitche-Lembey et de Bitche-Eguelshardt,
Vosges du Nord. Réserve de Biosphère, zone centrale,
Vosges du Nord. Réserve de Biosphère, zone tampon,
Vosges du Nord. Réserve de Biosphère, zone de transition,
Vosges du Nord. Parc naturel régional.
- Un espace protégé Natura 2000 :

Cours d'eau, tourbières, rochers et forêts des Vosges du nord et souterrain de Ramstein.
- Quatre zones naturelles d'intérêt écologique, faunistique et floristique (Znieff) :

Forêts du Pays de Bitche et gîtes à chiroptères,
Pays de Bitche,
Cours d'eau et tourbières des Vosges du Nord,
Ruisseaux et étangs à Lemberg.

### Sismicité
Commune située dans une zone 2 de sismicité faible.

### Hydrographie et les eaux souterraines
Deux ruisseaux prennent leur source sur le territoire de la commune. Il s'agit de la Schwalb et du Moderbach. Il existe également de nombreuses autres sources qui se regroupent dans les cours d'eau de la commune et remplissent ainsi les étangs du fond de la vallée.
La commune est située dans le bassin versant du Rhin au sein du bassin Rhin-Meuse. Elle se trouve plus spécifiquement sur la ligne de partage des eaux entre les sous-bassins de la Sarre (et par extension de la Moselle) et de la Moder (et par extension du Rhin supérieur). Elle est drainée par la Schwalb ou le Schwalbach et le Schwangerbach.
Le Schwalbach, d'une longueur totale de 23,4 km en France et dont le Schwangerbach est un affluent, prend sa source dans la commune, traverse onze communes françaises puis, au-delà de Schweyen, poursuit son cours en Allemagne où il se jette dans la Horn (qui prend quant à elle sa source à moins d'1 km au nord-est du ban communal de Lemberg).

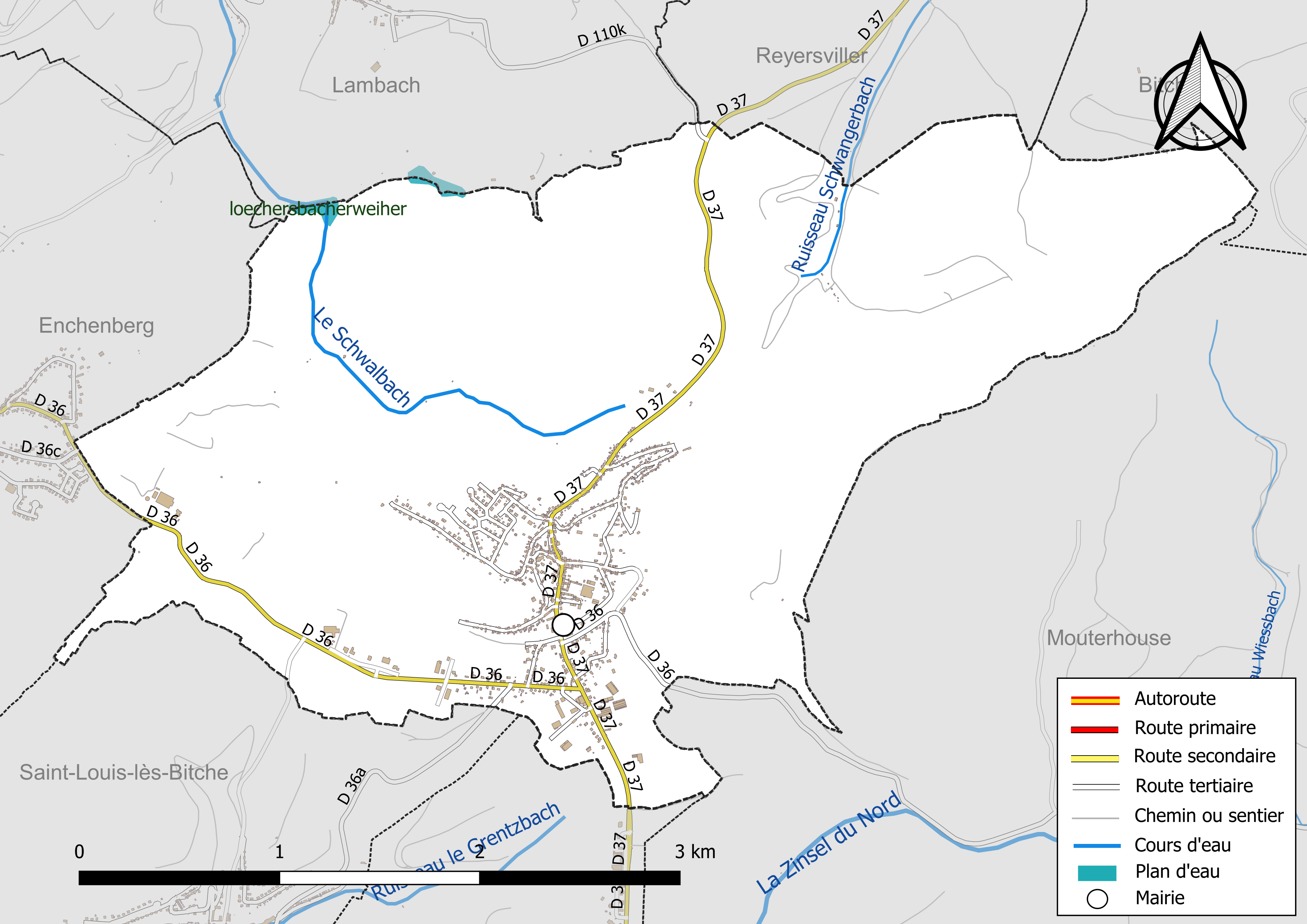
Réseaux hydrographique et routier de Lemberg.

À l'est du village-centre, le rocher dit Wasserfelsen ainsi que la cascade des Ondines une vingtaine de mètres en contrebas, constituent la source de, selon les versions, soit le premier affluent du ruisseau dit Moderbach, soit de ce ruisseau lui-même, qui prend le nom de Zinsel du Nord à partir de Mouterhouse et se jette dans la Moder à Schweighouse-sur-Moder après un cours de 43,2 km.
La qualité des eaux des principaux cours d’eau de la commune, notamment du Schwalbach, peut être consultée sur un site dédié géré par les agences de l’eau et l’Agence française pour la biodiversité.

### Climat
Pour des articles plus généraux, voir Climat du Grand Est et Climat de la Moselle.
En 2010, le climat de la commune est de type climat des marges montargnardes, selon une étude du Centre national de la recherche scientifique s'appuyant sur une série de données couvrant la période 1971-2000. En 2020, Météo-France publie une typologie des climats de la France métropolitaine dans laquelle la commune est exposée à un climat semi-continental et est dans la région climatique Vosges, caractérisée par une pluviométrie très élevée (1 500 à 2 000 mm/an) en toutes saisons et un hiver rude (moins de 1 °C).
Pour la période 1971-2000, la température annuelle moyenne est de 9,3 °C, avec une amplitude thermique annuelle de 17 °C. Le cumul annuel moyen de précipitations est de 886 mm, avec 11,7 jours de précipitations en janvier et 10,1 jours en juillet. Pour la période 1991-2020, la température moyenne annuelle observée sur la station météorologique de Météo-France la plus proche, « Mouterhouse », sur la commune de Mouterhouse à 5 km à vol d'oiseau, est de 10,1 °C et le cumul annuel moyen de précipitations est de 954,2 mm. 
La température maximale relevée sur cette station est de 40,4 °C, atteinte le 25 juillet 2019 ; la température minimale est de −23 °C, atteinte le 13 janvier 1987,,.
Les paramètres climatiques de la commune ont été estimés pour le milieu du siècle (2041-2070) selon différents scénarios d'émission de gaz à effet de serre à partir des nouvelles projections climatiques de référence DRIAS-2020. Ils sont consultables sur un site dédié publié par Météo-France en novembre 2022.

### Voies de communications et transport

#### Réseau routier
Le village de Lemberg est traversé selon un axe est-ouest par la RD36 qui relie Rohrbach à Baerenthal et selon un axe nord-sud par la RD37 qui relie Goetzenbruck à Bitche. Il est aussi relié à Montbronn par la RD36a qui traverse Saint-Louis-lès-Bitche.

La situation de Lemberg est fort éloignée de Metz, la liaison vers la capitale mosellane se fait par l’autoroute A4 via les échangeurs de Sarre-Union ou de Sarreguemines. Aussi, naturellement les habitants sont plus orientés vers l’Alsace, Haguenau n’étant distante que d’une quarantaine de kilomètres.

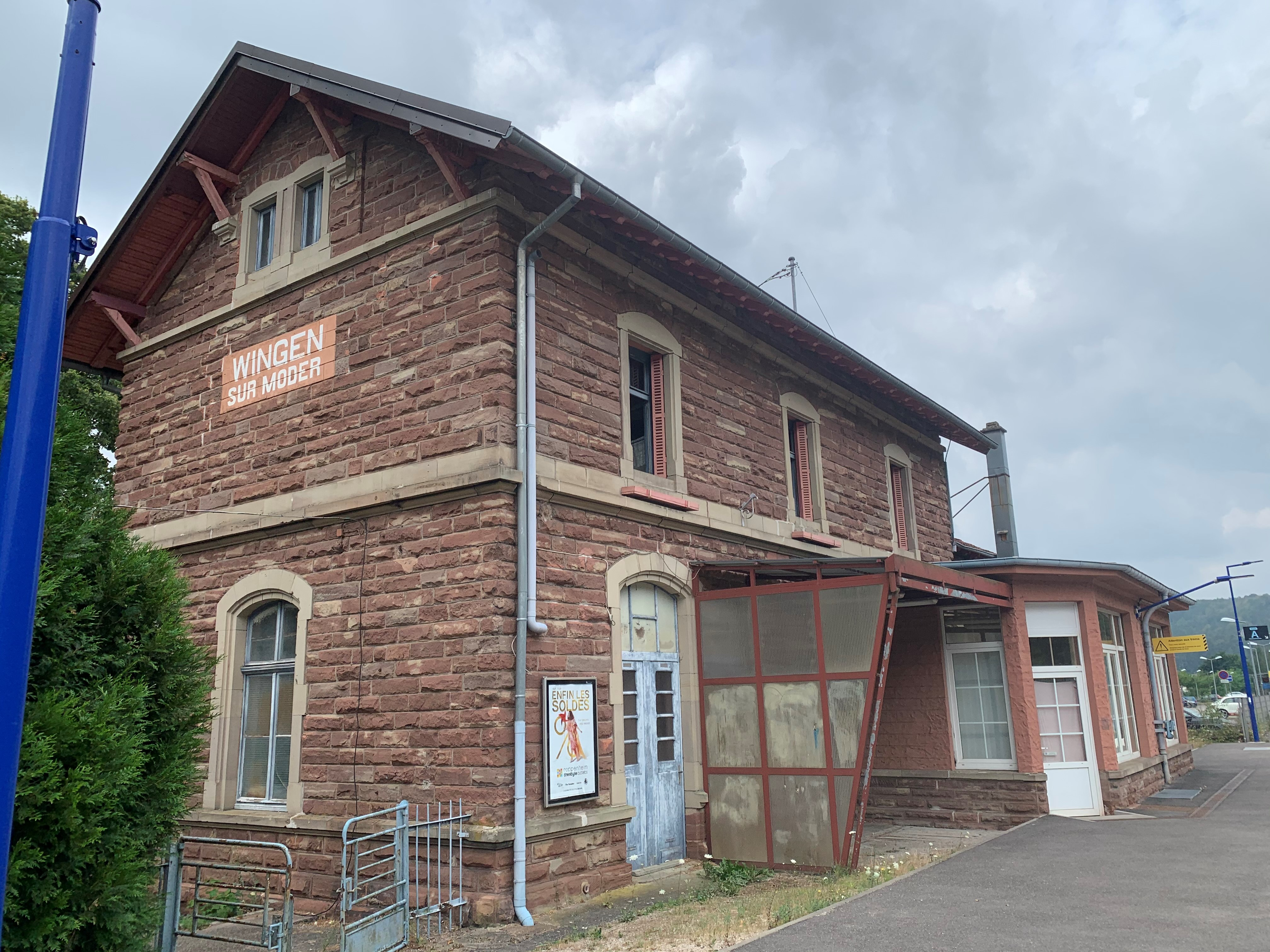
Gare de Wingen-sur-Moder.

#### Transports en commun
La gare de Lemberg était desservie de 1869 à 2014 par la ligne de chemin de fer Sarreguemines-Bitche. La ligne ferroviaire étant désaffectée depuis 2014, la gare est maintenant desservie par une liaison d'autocars TER Lorraine. De nos jours, la gare ferroviaire SNCF la plus proche est la gare de Wingen-sur-Moder, en service depuis 1895 sur la ligne Sarreguemines-Strasbourg.
Des ramassages vers les lycées et collège de Bitche sont organisés lors des périodes scolaires.

#### Réseau aérien
L’aéroport de Sarrebruck-Ensheim se situe à 45 km (liaison avec les grandes villes allemandes), celui de Strasbourg-Entzheim à 73 km (liaison avec les grandes villes françaises et européennes). L’aéroport international de Francfort est distant de 200 km du village. L’aéroport de Deux-Ponts (à 35 km) qui offrait des liaisons quotidiennes vers Berlin et Majorque n'est plus exploité depuis octobre 2014.

## Urbanisme

### Typologie
Au 1er janvier 2024, Lemberg est catégorisée bourg rural, selon la nouvelle grille communale de densité à sept niveaux définie par l'Insee en 2022.
Elle est située hors unité urbaine et hors attraction des villes,.

### Occupation des sols
L'occupation des sols de la commune, telle qu'elle ressort de la base de données européenne d’occupation biophysique des sols Corine Land Cover (CLC), est marquée par l'importance des forêts et milieux semi-naturels (79,3 % en 2018), une proportion identique à celle de 1990 (79,3 %). La répartition détaillée en 2018 est la suivante : 
forêts (79,3 %), zones agricoles hétérogènes (9,8 %), zones urbanisées (9,5 %), terres arables (1,4 %). L'évolution de l’occupation des sols de la commune et de ses infrastructures peut être observée sur les différentes représentations cartographiques du territoire : la carte de Cassini (XVIIIe siècle), la carte d'état-major (1820-1866) et les cartes ou photos aériennes de l'IGN pour la période actuelle (1950 à aujourd'hui).

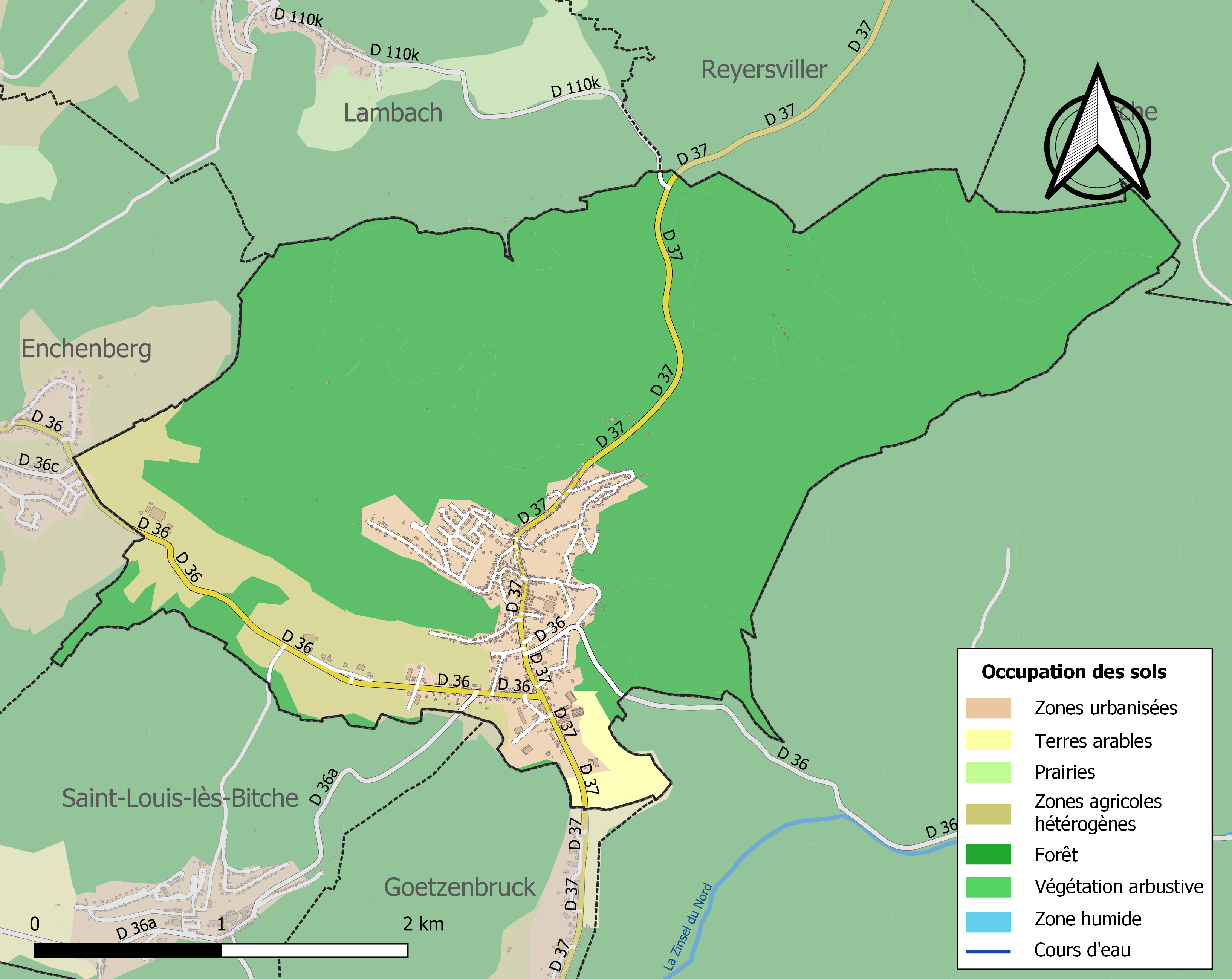
Carte des infrastructures et de l'occupation des sols de la commune en 2018 (CLC).

## Toponymie

### Lemberg
- Anciennes mentions : Leymberg (1302-1312) ; Leimberg (1544) ; Lembourg et Lamberg (1572) ; Lohemberg (1594) ; Lemberg (1793) ; Limberg (an IX).
- En francique lorrain : Lembärsch[29].

Le village porte le même nom que la ville ukrainienne de Lviv, lorsque celle-ci fût autrichienne de 1772 à 1918.

### Écarts
- Unteres Dorf et Hohe First (ou Oberes Dorf), les deux villages réunis aujourd'hui pour former Lemberg.

### Lieux-dits
- Bildmühl, un rocher gallo-romain.
- Le Dreibirrefels et le Bilderfels, des rochers sculptés du Ve siècle.
- Kirscheidt, où des vestiges archéologiques ont été retrouvés.
- Pompöserbronn, ou source Saint-Hubert.
- Schlossberg, colline au nord du village, où se trouvait jadis le premier château de Bitche appelé Alt-Bitsch.

## Histoire

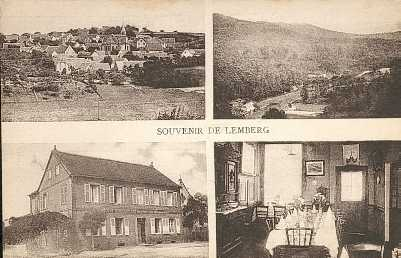
Vue du village.

Lemberg témoigne d'un présence humaine depuis la préhistoire. On retrouve en effet au Kirscheidt et au Schlossberg plusieurs vestiges tels que des pierres polies et des polissoirs datant du néolithique. Plusieurs autres civilisations se succèdent sur les terres de la commune. La période gallo-romaine laisse des traces par le biais de sculptures que l'on peut apercevoir aujourd'hui encore dans les forêts. La déesse de la Bildmühl, le rocher des Trois Figures ou la source Saint-Hubert datent de cette époque. Sur le Schlossberg, au nord du village, s'élevait le premier château de Bitche, ou Alt-Bitsch, mentionné sous la forme Bytis castrum en 1172 et qui donnera son nom à la seigneurie puis à la ville de Bitche. Le comte Eberhard de Zweibrücken, décédé en 1321, crée, dit-on, le second château de Bitche sur le rocher actuel de la ville de Bitche.
Le village est mentionné en 1302 sous la forme Leymberg. Lemberg était autrefois composé de deux villages : Unteres Dorf et Hohe First (ou Oberes Dorf), aujourd'hui fusionnés. On parle d'ailleurs toujours du quartier de la Hohfurst, correspondant à la partie haute du village. Ces deux villages font alors partie de la seigneurie de Bitche et de la commune de Bining. Il est d'ailleurs à noter que Lemberg a longtemps possédé comme écart le village de Münzthal, futur village de Saint-Louis-lès-Bitche.
Comme c'est le cas de l'ensemble de l'Alsace-Lorraine, la population de Lemberg change plusieurs fois de nationalité entre 1871 et 1945. Pendant la Seconde Guerre mondiale, la commune est évacuée le 24 mai 1940 dans le canton de Phalsbourg à Mittelbronn, Zilling, Sarrebourg, Morhange et Diemeringen. Le 23 juin de la même année, le village revient à l'heure allemande. La population regagne la commune alors que les premiers soldats allemands traversent le village. L'enseignement se fait désormais en allemand et le service militaire devient obligatoire le 29 août 1942. Les hommes du village seront enrôlés dans l'armée allemande et deviendront ceux que l'Histoire appellera les Malgré-nous.
La bataille de Lemberg, en décembre 1944, tente de libérer le village alors que l'armée américaine atteint Bitche à la fin du mois de décembre 1944 et que l'opération Nordwind, menée par l'armée allemande, faillit mettre en déroute les Alliés. Le village est bombardé du 5 décembre 1944 au 15 avril 1945 et la population vit dans les caves. Une nouvelle évacuation est donc mise à exécution le 8 février 1945 et le 15 mars 1945, la population peut enfin regagner le village. À l'issue de la guerre, vingt-huit malgré-nous ne reviennent jamais  au village. De nombreux autres villageois perdent la vie dans les bombardements ou à cause des armes et des munitions laissées par les soldats.

### Cultes
Du point de vue spirituel, le village est une succursale de la paroisse de Siersthal jusqu'en 1802 avant d'être érigé en paroisse de l'archiprêtré de Bitche. Le village de Saint-Louis, ancienne annexe de celui de Lemberg, est une succursale de la paroisse de Lemberg jusqu'en 1846.
L'église, dédiée à saint Maurice, fêté le 22 septembre, est reconstruite presque à neuf et bénie le 21 octobre 1822, en remplacement d'une chapelle mentionnée au XVIIIe siècle. Elle est agrandie en 1877 comme nous l'indique la date portée par la tour-clocher, au-dessus du cadran de l'horloge.

## Politique et administration

### Situation administrative

Situation de Lemberg (rouge) au sein du canton de Bitche (gris).

Depuis 1802, Lemberg est rattachée à l'arrondissement de Sarreguemines. La commune dépend de la cinquième circonscription de Moselle.
De 1790 à 1802, Lemberg a été le chef-lieu d'un éphémère canton de Lemberg dans le district de Bitche. Depuis cette date, la commune dépend du canton de Bitche (46 communes pour près de 35 000 habitants). Selon le principe de parité, deux conseillers départementaux - une femme, un homme - sont nécessairement issus des suffrages. À la suite des élections départementales des 22 et 29 mars 2015, les représentants auprès du conseil départemental de la Moselle sont Anne Mazuy-Harter (DVD) et David Suck (UDI), ancien vice-président du conseil général.

### Instances judiciaires et administratives
Dans le ressort de la Cour d'appel de Metz, Lemberg relève du tribunal de grande instance, du tribunal d'instance, du tribunal pour enfants et du bureau foncier de Sarreguemines, de la Cour d'Assises de Moselle, du tribunal administratif de Strasbourg et de la cour administrative d'appel de Nancy.
La commune se trouve dans la circonscription de gendarmerie de la communauté de brigades (COB) de Bitche.

### Intercommunalité

Situation de la C.C. du Pays de Bitche (rouge) au sein de la Moselle (gris).

Lemberg fait partie de la communauté de communes du Pays de Bitche (CCPB) qui regroupe en son sein trente-sept communes situées autour de Bitche. Depuis 2009, cette institution est présidée par Francis Vogt, conseiller municipal de Bitche. Les trois délégués de Lemberg pour cette structure intercommunale sont le maire Patrick Klein ainsi que les conseillers municipaux Sabine Oswald et Philippe Oberhauser.
Parmi ses nombreuses compétences, la CCPB gère le gymnase et le plateau sportif du collège de Lemberg, le gymnase et le plateau sportif du collège Kieffer de Bitche, La piscine et la médiathèque Rocca de Bitche, le site du Simserhof au Légeret, le site verrier de Meisenthal, le musée du Sabotier de Soucht, le site du moulin d'Eschviller, la collecte des ordures ménagères, l’entretien des cours d’eau et le développement touristique. Le siège administratif et les bureaux de la CCPB se situent à Bitche, au 4 rue du Général Stuhl.

### Tendances politiques et résultats

#### Élections présidentielles
Lors du second tour de l'élection présidentielle de 2002, Jacques Chirac, RPR, élu, avait obtenu à Lemberg 82,21 % des suffrages et Jean-Marie Le Pen, FN, 17,79 % des suffrages ; le taux de participation était de 79,71 %.
Cinq ans plus tard, lors du second tour de l'élection présidentielle de 2007, Nicolas Sarkozy, UMP, élu, avait obtenu à Lemberg 57,63 % des suffrages et Ségolène Royal, PS, 42,37 % des suffrages ; le taux de participation était de 85,73 %.
Cinq ans plus tard, lors du second tour de l'élection présidentielle de 2012, François Hollande, PS, élu, avait recueilli 42,36 % des suffrages et Nicolas Sarkozy, UMP, 57,64 % des suffrages ; le taux de participation était de 82,50 %.

### Héraldique
| Blason de Lemberg (Moselle) | Blason  | D'azur au cerf d'or buvant dans les flots d'argent, au chef de gueules chargé d'un vase de cristal au naturel |
| Blason de Lemberg (Moselle) | Détails | Le statut officiel du blason reste à déterminer.                                                              |

Le blason s'inspire du bas-relief gallo-romain, principale curiosité du village. Le vase évoque l'industrie de la cristallerie, qui a fait la prospérité de la localité jusqu'en 1997, date à laquelle  la Cristallerie Lorraine mit définitivement la clé sous la porte.

### Budget et fiscalité 2023
En 2023, le budget de la commune était constitué ainsi :
- total des produits de fonctionnement : 1 012 000 €, soit 694 € par habitant ;
- total des charges de fonctionnement : 740 000 €, soit 508 € par habitant ;
- total des ressources d'investissement : 1 871 000 €, soit 1 283 € par habitant ;
- total des emplois d'investissement : 2 493 000 €, soit 1 710 € par habitant ;
- endettement : 2 012 000 €, soit 1 380 € par habitant.

Avec les taux de fiscalité suivants :
- taxe d'habitation : 13,11 % ;
- taxe foncière sur les propriétés bâties : 28,19 % ;
- taxe foncière sur les propriétés non bâties : 82,59 % ;
- taxe additionnelle à la taxe foncière sur les propriétés non bâties : 0,00 % ;
- cotisation foncière des entreprises : 0,00 %.

Chiffres clés Revenus et pauvreté des ménages en 2021 : médiane en 2021 du revenu disponible, par unité de consommation : 21 400 €.

### Jumelages
Lemberg est jumelée avec les villes suivantes :
- Lemberg (Allemagne) depuis 1961

## Population et société

### Démographie

#### Évolution démographique
L'évolution du nombre d'habitants est connue à travers les recensements de la population effectués dans la commune depuis 1793. Pour les communes de moins de 10 000 habitants, une enquête de recensement portant sur toute la population est réalisée tous les cinq ans, les populations de référence des années intermédiaires étant quant à elles estimées par interpolation ou extrapolation. Pour la commune, le premier recensement exhaustif entrant dans le cadre du nouveau dispositif a été réalisé en 2005.

En 2022, la commune comptait 1 427 habitants, en évolution de −2,79 % par rapport à 2016 (Moselle : +0,52 %, France hors Mayotte : +2,11 %).
| 1793  | 1800  | 1806  | 1821  | 1836  | 1841  | 1861  | 1866  | 1871  |
| ----- | ----- | ----- | ----- | ----- | ----- | ----- | ----- | ----- |
| 1 429 | 1 519 | 1 467 | 2 020 | 2 562 | 2 599 | 1 954 | 1 952 | 1 716 |

| 1875  | 1880  | 1885  | 1890  | 1895  | 1900  | 1905  | 1910  | 1921  |
| ----- | ----- | ----- | ----- | ----- | ----- | ----- | ----- | ----- |
| 1 627 | 1 514 | 1 599 | 1 641 | 1 665 | 1 665 | 1 689 | 1 703 | 1 501 |

| 1926  | 1931  | 1936  | 1946  | 1954  | 1962  | 1968  | 1975  | 1982  |
| ----- | ----- | ----- | ----- | ----- | ----- | ----- | ----- | ----- |
| 1 551 | 1 527 | 1 544 | 1 347 | 1 451 | 1 608 | 1 657 | 1 608 | 1 544 |

| 1990  | 1999  | 2005  | 2006  | 2010  | 2015  | 2020  | 2022  | - |
| ----- | ----- | ----- | ----- | ----- | ----- | ----- | ----- | - |
| 1 596 | 1 464 | 1 523 | 1 529 | 1 516 | 1 465 | 1 420 | 1 427 | - |

L'importance de la population, qui compte 1 799 habitants en 1817 en incluant celle de Saint-Louis, 1 888 en 1851 et encore 1 544 au recensement de 1982, s'explique en partie par la proximité des verreries de Goetzenbruck et surtout de Saint-Louis qui, au début du XIXe siècle, occupe 310 ouvriers originaires de Lemberg, en partie aussi par l'implantation récente d'activités artisanales et industrielles sur le site de la commune.
Avant 1845 le village de Saint-Louis appartenait à la commune de Lemberg.

### Enseignement
La commune de Lemberg est rattachée à l'académie de Nancy-Metz. Cette académie fait partie de la zone B pour son calendrier de vacances scolaires, et cela depuis le redécoupage des régions françaises de 2015. Avant, elle faisait partie de la zone A.
Le village possède une école maternelle, une école élémentaire et un collège (collège La Paraison). Pour poursuivre leurs études en lycée, les jeunes Lembergeois se rendent principalement à Bitche ou à Sarreguemines.

### Vie économique

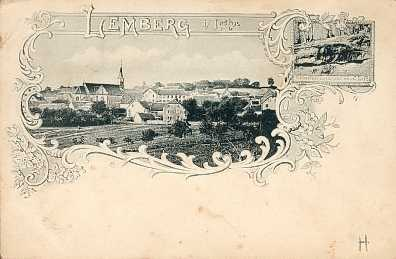
Vue du village.

Situé à proximité de Bitche, cité fortifiée par Vauban, Lemberg constitue l'un des berceaux du Pays du Verre et du Cristal.
Alors que  Theodore Heitzmann, boulanger pour la cristallerie de Saint-Louis vient de perdre une grande partie de son chiffre d'affaires à la suite de la création d'une boulangerie propre à l'usine, il déclare que si Saint-Louis sait faire du pain, il saurait faire du cristal. C'est ainsi qu'est créée au cours de la première moitié du XXe siècle par Theodore Heitzmann, en marge de sa grande voisine de Saint-Louis-lès-Bitche, la Cristallerie Lorraine, qui fonctionne pendant plusieurs décennies. Elle a aujourd'hui fermé ses portes mais le passé verrier de la commune demeure très fort. De nombreux artisans locaux travaillent encore le cristal.

## Culture locale et patrimoine

### Lieux et monuments
- L'église Saint-Maurice.
- Grotte de Lourdes.
- Monument aux morts.
- L'étang du Loeschersbach.
- Vue du village.
- Christallerie. Four à recuire et pot réfractaire

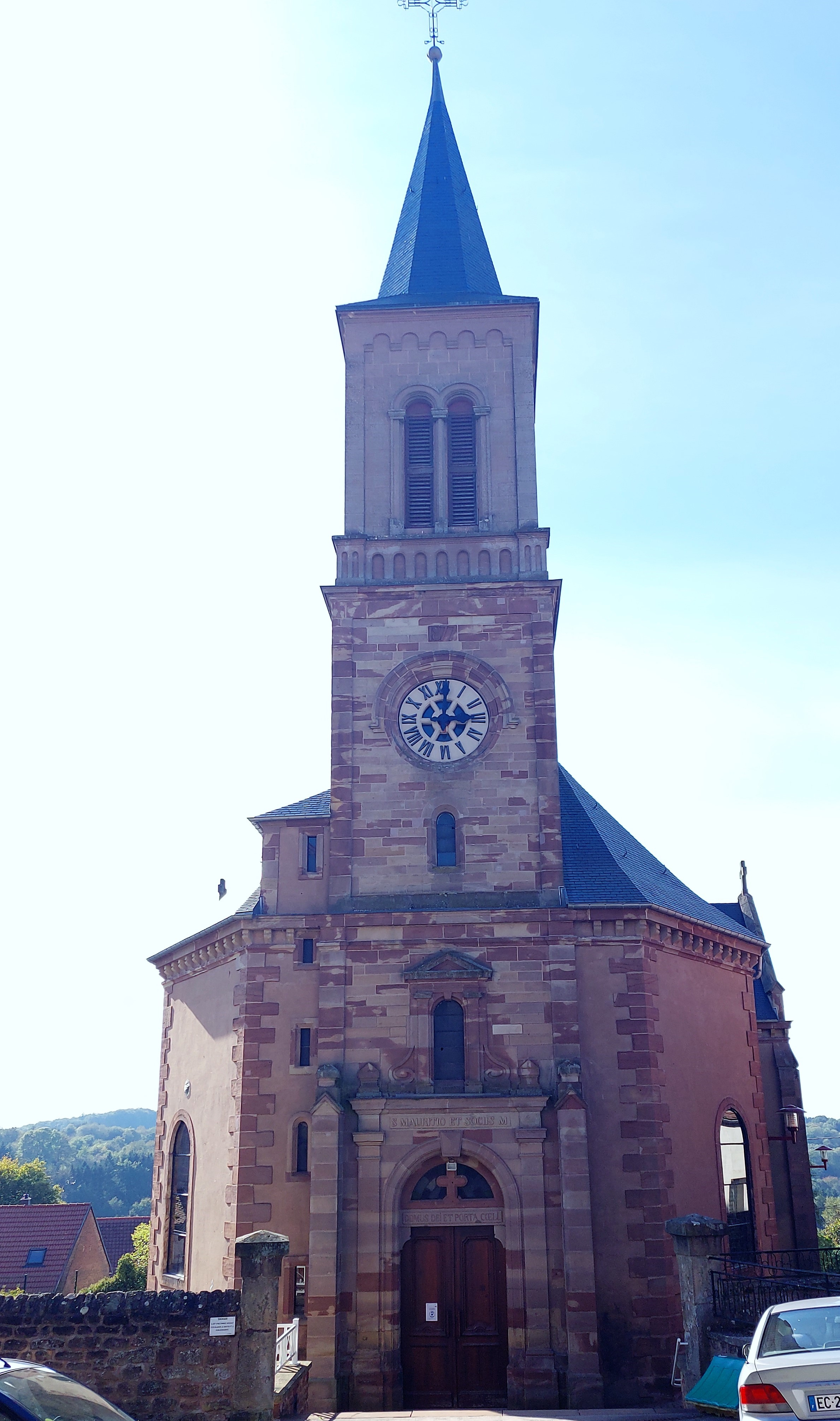
L'église Saint-Maurice.
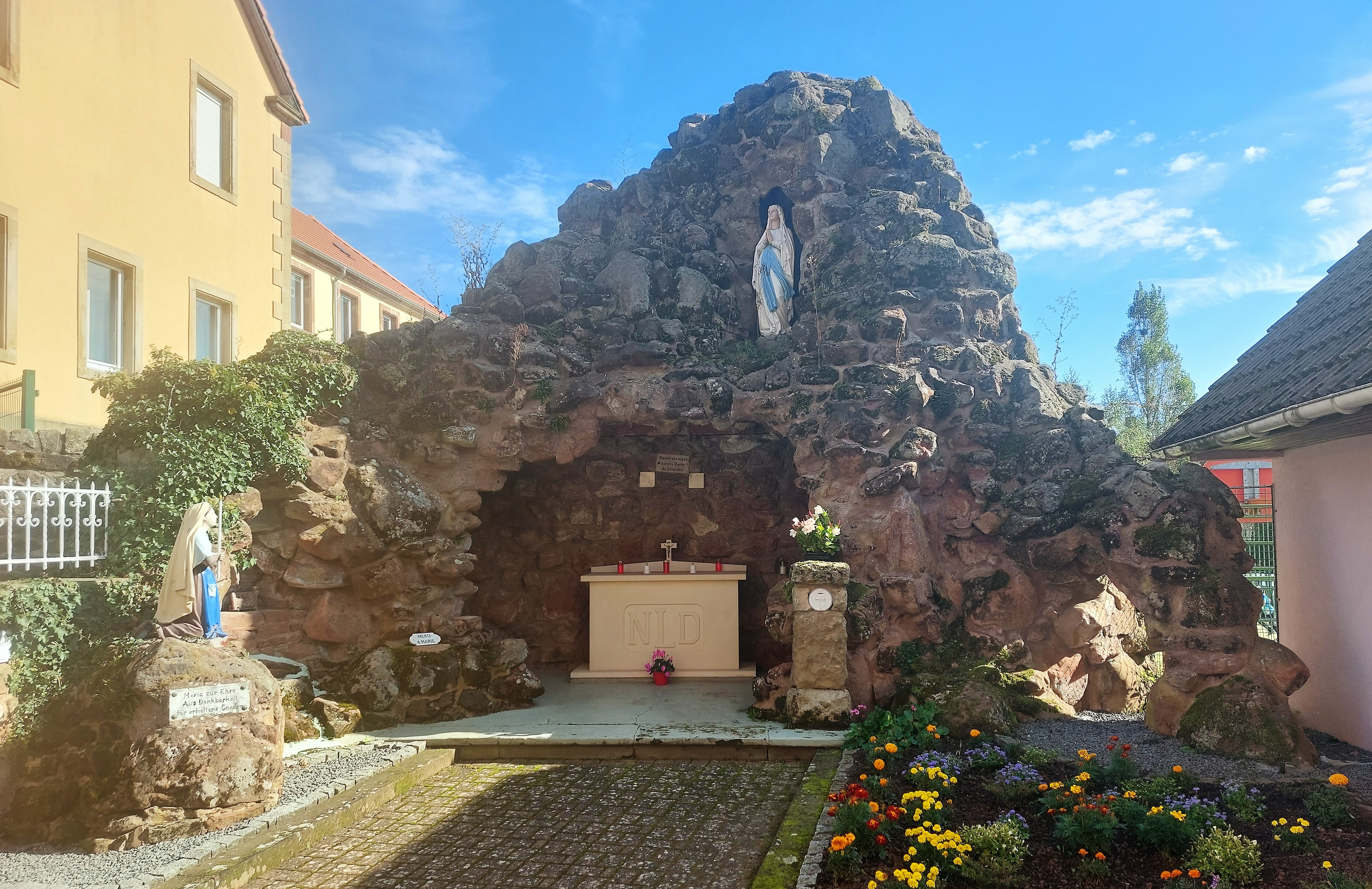
Grotte de Lourdes.
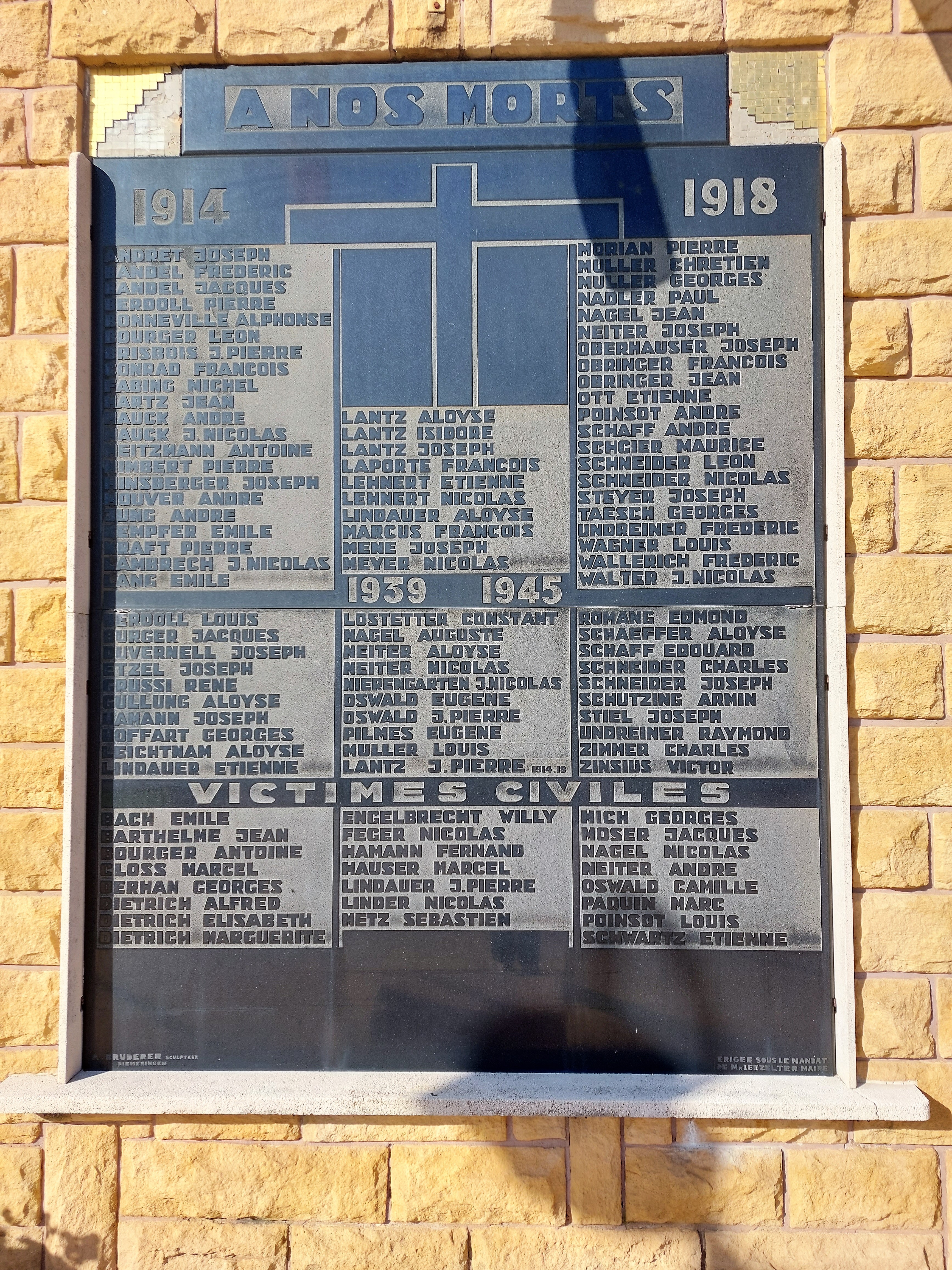
Monument aux morts.
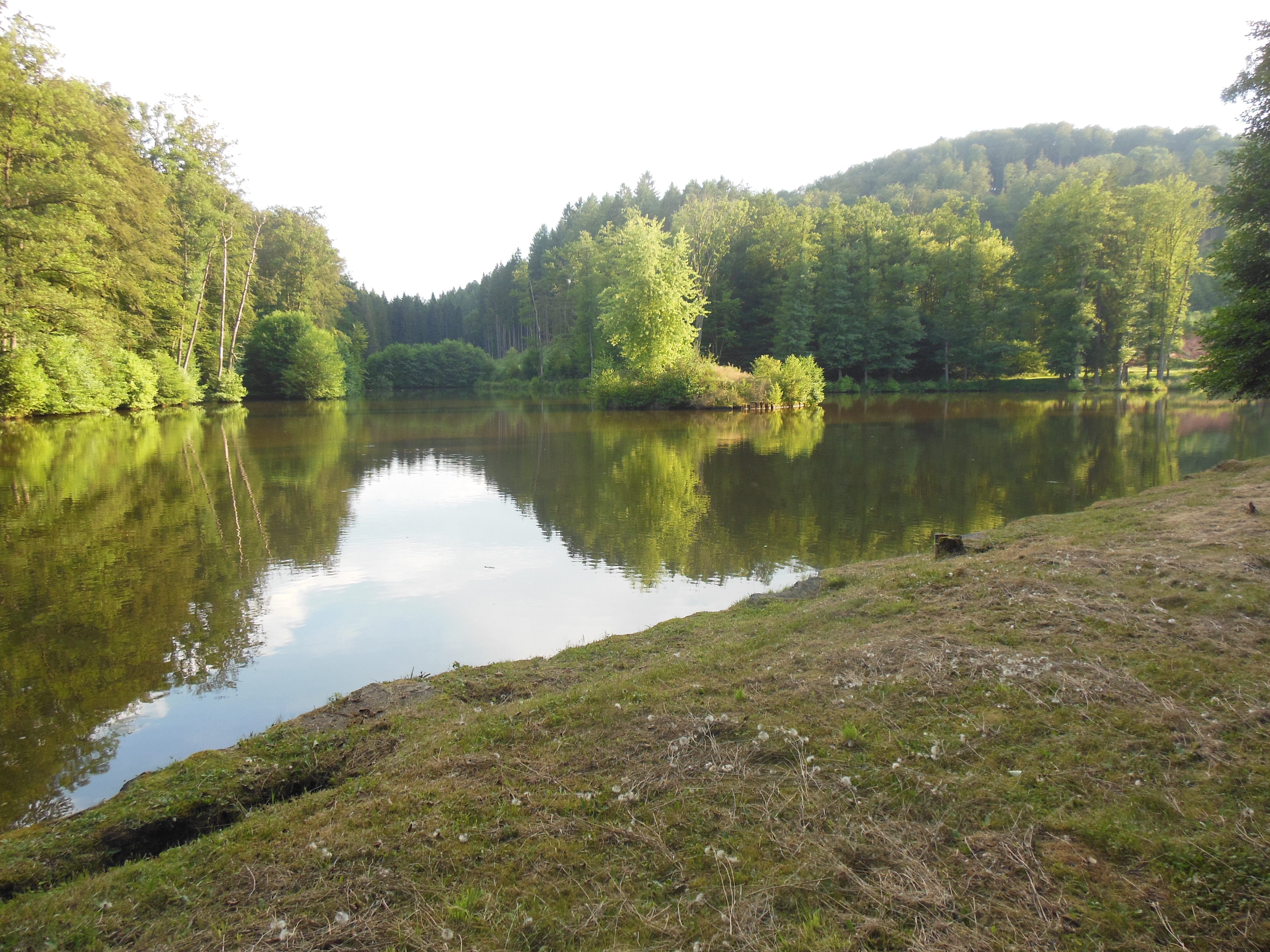
L'étang du Loeschersbach.
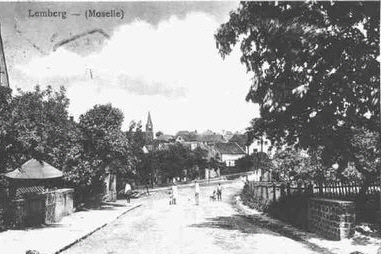
Vue du village.
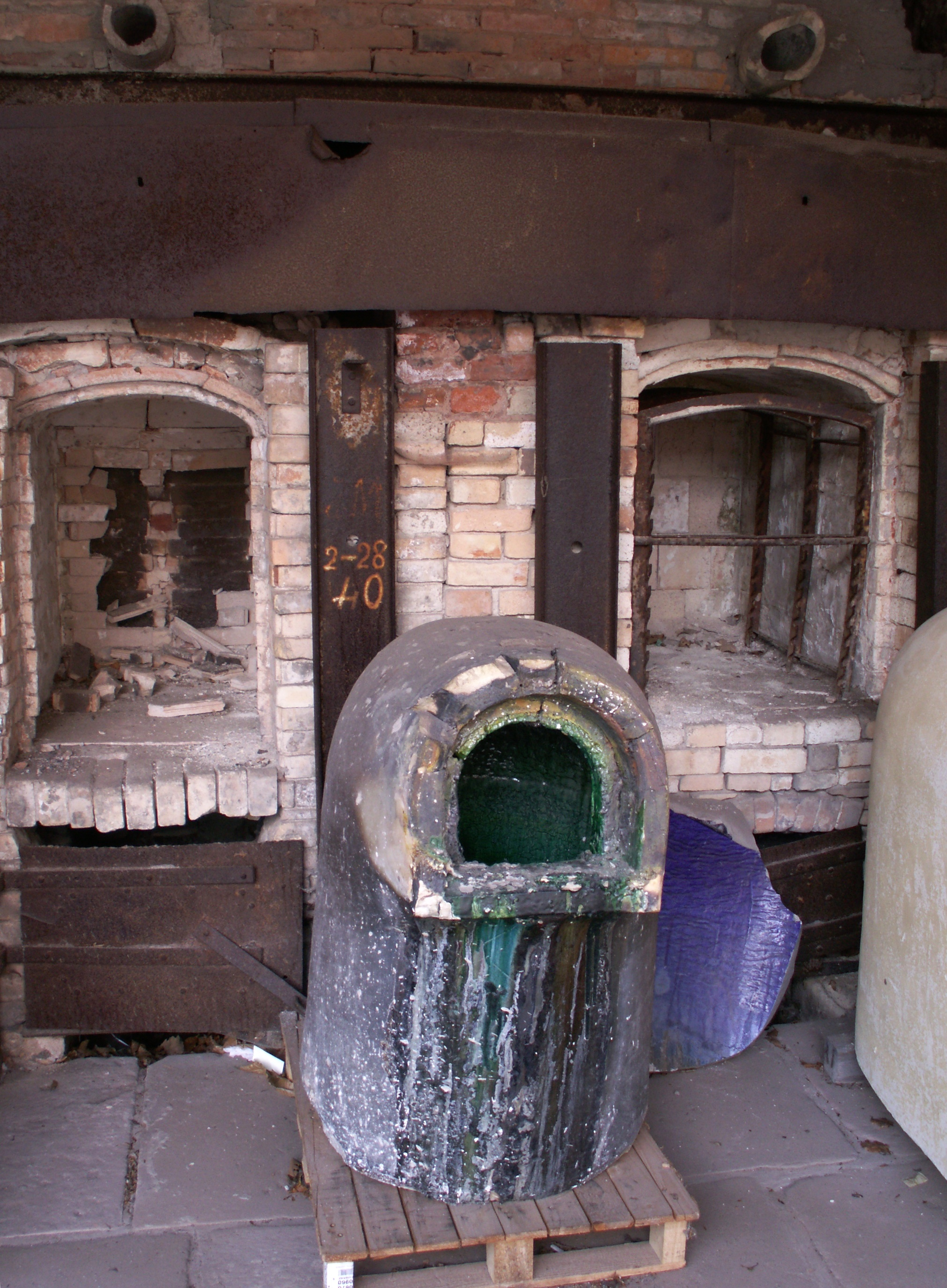
Christallerie. Four à recuire et pot réfractaire

Orgue.
- C'est en parcourant les forêts de la commune que l'on peut trouver les principaux monuments du village :

* Grottes de Lourdes,.
* Les trois grottes de Lemberg, sises à l'est-sud-est de la commune : Hasslingerfels, Chorfels et Krippenfels.
* Le circuit archéologique balisé par le Club Vosgien (balisé par un triangle rouge) présentant rochers sculptés et grottes.
* L'étang du Loeschersbach, au nord-ouest du ban communal.
* Le Pompöserbronn ou source Saint-Hubert.
* Les rochers du Dreibirrefels, datant du Ve siècle, et du Bilderfels, un relief gallo-romain d'une divinité des sources.
* Bas-relief : rocher sculpté dit Bombhoserbronne.
* Bas-relief : rocher sculpté dit Bilderfels.
* Bas-relief : rocher sculpté dit Dreibilderfels ou Dreibirrefels
- La "tombe russe" qui date du XIXe siècle[56].
- Une vingtaine de croix[57] et de calvaires antérieurs aux années 1875 se dressent aujourd'hui encore sur le ban du village. Au cimetière, le seul monument ancien conservé est le tombeau de la famille Neiter-Hensgen, daté 1833. Des symboles macabres tels qu'une tête de mort, des tibias croisés, un saule pleureur, des cierges brisés et un sablier, les patrons des défunts, des symboles religieux comme les cinq plaies du Christ, une providence et un cœur enflammé rayonnants ainsi qu'une couronne d'épines occupent tout l'espace disponible des deux faces.
- Monuments commémoratifs[58],[59].
- Calvaire[60].
- Le Domino’s Bar[61], ancien café du cinéma paroissial de Lemberg est un bar associatif ayant ouvert ses portes en 1987. C’est en effet cette année-là que le Foyer Pour Tous de Lemberg décida de signer un bail avec la commune (propriétaire des lieux) afin de rénover ce lieu et d’en faire un bar culturel. Les intentions des bénévoles ayant œuvré pour l’ouverture de ce bar étaient de faire un lieu de consommation différent où chacun pourrait y nourrir son esprit. Une ancienne salle de spectacle (aujourd’hui fermée) jouxte ce bar. Durant une douzaine d’années, les concerts organisés par le Domino’s Rock Production (une section du Foyer Pour Tous de Lemberg) y connaissaient un véritable succès. Cette salle a notamment accueilli la Mano Negra ou Little Bob. Elle a malheureusement fermé ses portes en 1994. Aujourd’hui, ce bar associatif  est avant tout un lieu de rencontre, d’échange, de convivialité, de réunion, de débat et d’expression artistique.
- Ancienne cristallerie.

### Pratiques linguistiques

#### Dialecte
Sur le plan culturel, la seconde moitié du XXe siècle se caractérise par la diffusion de la langue française dans le village et plus largement dans l'ensemble de la population alsacienne et mosellane. Depuis le traumatisme de l'occupation nazie de 1940-1945, la langue allemande et le dialecte francique sont en net recul même si le canton de Bitche comptait encore 80 à 90 % de locuteurs du francique lorrain en 1962.
Dans les conversations en français de Moselle germanophone, outre les spécificités de l'accent francique lorrain (non distinction entre le p et le b, le ch et le j, le d et le t), la syntaxe est fréquemment bousculée par celle de l'allemand. Parmi les autres tendances lourdes figurent l'inversion entre le prénom et le nom (Muller Michel), l'usage fréquent d'abréviations pour les noms de localités ('Bronn, Ench', Goetz', Meis', Stras'), et l'emprunts de mots à la langue francique rhénane (Bix, Flammkuche, Schnaps, Scheslon, Kirb).

### Personnalités liées à la commune
- Désiré Christian, né le 23 mai 1846 à Lemberg et décédé le 19 janvier 1907 à Meisenthal, verrier et peintre émailleur de renom ayant exercé son métier au service de Charles Gallé-Reinemer à Meisenthal, père du futur[Quoi ?] Émile Gallé.
- Louis Pinck (1873-1940), folkloriste lorrain et collecteur de chants traditionnels régionaux né à Lemberg.
- Angelika Merkelbach-Pinck (1885 - 1972), écrivain régionaliste née à Lemberg.
- Théo Braun, né le 24 octobre 1920 à Rombas, décédé le 2 mai 1994, ancien ministre délégué chargé des personnes âgées du 1988 à octobre 1990 dans le second gouvernement Rocard, ayant vécu à Lemberg.